# Бјелуша
Бјелуша је насеље у Србији у општини Ариље у Златиборском округу. Према попису из 2022. било је 289 становника.

## Историја
Постоје записи који сведоче да је село било насељено још у средњем веку. Црногорци и Срби из Херцеговине и Санџака бежећи испред турског зулума налазили су безбедније услове за живот у побрђу планина Голије, Мучња,
Кукутњице и Јавора. Успевали су да се одрже тако да и данас на овом подручју живе њихови потомци. У првим сачуваним турским пописима из 1476. године установљено је да је Билуша, првобитни назив Бјелуше, имала пет регистрованих баштина са осам домаћинства. Као и цело ужичко подручје припадала је Смедеревском санџаку, а остало је записано да је тадашњи старешина села био Хранко, Радетин син. По другом попису из 1528. године Бјелуша је бројала 31 домаћинство са 35 пореских глава и приходом од 4800 акчи. Већ 1572. године село припада Ужичкој нахији и броји 34 домаћинства. Од тада па до 1812. године Бјелуша се више не помиње у списима. Због тога је вероватно и немогуће са прецизношћу тврдити како је ово планинско село ариљске општине добило име. У турским записима наилази се на неколико назива Билуша, Белеуша, Бјелуша. Најверодостојнија верзија је да је село добило име по старешини чобана из времена Моравске епископије која је имала велике поседе на којима су монаси чували стада оваца, говеди... Посед који је био под управом манастира у Добрачама обухватао је и терен данашње Бјелуше. Постоје подаци који сведоче да на овим подручјима, осим чобана у то време другог живља није било. Стога је бројно стање стоке, на овом терену, у недостатку имена, евидентирано на основу имена старешине чобана. По предању његово име било је Бјелуш, па је ово село вероватно по њему и добило име.
Овде се налазе Црква Свете Тројице у Бјелуши и Споменик природе Бјелушка потајница.

## Демографија
У насељу Бјелуша живи 485 пунолетних становника, а просечна старост становништва износи 46,8 година (45,3 код мушкараца и 48,4 код жена). У насељу има 168 домаћинстава, а просечан број чланова по домаћинству је 3,36.
Ово насеље је скоро у потпуности насељено Србима (према попису из 2002. године), а у последња три пописа, примећен је пад у броју становника.
|  |

| Демографија | Демографија | Демографија |
| Година      | Становника  | Становника  |
| ----------- | ----------- | ----------- |
| 1948.       | 1.130       |             |
| 1953.       | 1.183       |             |
| 1961.       | 1.092       |             |
| 1971.       | 989         |             |
| 1981.       | 828         |             |
| 1991.       | 656         | 652         |
| 2002.       | 565         | 565         |

| Етнички састав према попису из 2002.‍ | Етнички састав према попису из 2002.‍ | Етнички састав према попису из 2002.‍ | Етнички састав према попису из 2002.‍ | Етнички састав према попису из 2002.‍ |
| ------------------------------------ | ------------------------------------ | ------------------------------------ | ------------------------------------ | ------------------------------------ |
|                                      |                                      |                                      |                                      |                                      |
| Срби                                 | Срби                                 |                                      | 561                                  | 99,29%                               |
| непознато                            | непознато                            |                                      | 4                                    | 0,70%                                |

| Година пописа     | 1948. | 1953. | 1961. | 1971. | 1981. | 1991. | 2002. |
| ----------------- | ----- | ----- | ----- | ----- | ----- | ----- | ----- |
| Број домаћинстава | 184   | 199   | 197   | 209   | 205   | 188   | 168   |

| Број чланова      | 1  | 2  | 3  | 4  | 5  | 6  | 7 | 8 | 9 | 10 и више | Просек |
| ----------------- | -- | -- | -- | -- | -- | -- | - | - | - | --------- | ------ |
| Број домаћинстава | 29 | 45 | 23 | 24 | 21 | 18 | 3 | 2 | 1 | 2         | 3,36   |

| Пол    | Укупно | Неожењен/Неудата | Ожењен/Удата | Удовац/Удовица | Разведен/Разведена | Непознато |
| ------ | ------ | ---------------- | ------------ | -------------- | ------------------ | --------- |
| Мушки  | 255    | 62               | 167          | 20             | 6                  | 0         |
| Женски | 240    | 22               | 164          | 51             | 2                  | 1         |
| УКУПНО | 495    | 84               | 331          | 71             | 8                  | 1         |

| Пол    | Укупно                    | Пољопривреда, лов и шумарство | Рибарство                            | Вађење руде и камена | Прерађивачка индустрија       |
| ------ | ------------------------- | ----------------------------- | ------------------------------------ | -------------------- | ----------------------------- |
| Мушки  | 166                       | 157                           | 0                                    | 0                    | 1                             |
| Женски | 121                       | 117                           | 0                                    | 0                    | 0                             |
| УКУПНО | 287                       | 274                           | 0                                    | 0                    | 1                             |
| Пол    | Производња и снабдевање   | Грађевинарство                | Трговина                             | Хотели и ресторани   | Саобраћај, складиштење и везе |
| Мушки  | 1                         | 0                             | 1                                    | 0                    | 5                             |
| Женски | 0                         | 0                             | 1                                    | 0                    | 0                             |
| УКУПНО | 1                         | 0                             | 2                                    | 0                    | 5                             |
| Пол    | Финансијско посредовање   | Некретнине                    | Државна управа и одбрана             | Образовање           | Здравствени и социјални рад   |
| Мушки  | 0                         | 0                             | 0                                    | 1                    | 0                             |
| Женски | 0                         | 0                             | 0                                    | 1                    | 2                             |
| УКУПНО | 0                         | 0                             | 0                                    | 2                    | 2                             |
| Пол    | Остале услужне активности | Приватна домаћинства          | Екстериторијалне организације и тела | Непознато            | Непознато                     |
| Мушки  | 0                         | 0                             | 0                                    | 0                    | 0                             |
| Женски | 0                         | 0                             | 0                                    | 0                    | 0                             |
| УКУПНО | 0                         | 0                             | 0                                    | 0                    | 0                             |